# Коврижка (село)
Коврижка (рос. Коврижка) — село у Константиновському районі Амурської області Російської Федерації. Розташоване на території українського історичного та етнічного краю Зелений Клин.
Входить до складу муніципального утворення Ковризька сільрада. Населення становить 378 осіб (2018).

## Історія
З 25 січня 1944 року підпорядковане Константиновському районі. З 20 жовтня 1932 року входить до складу новоутвореної Амурської області.
З 1 січня 2006 року входить до складу муніципального утворення Ковризька сільрада.

## Населення
| 2002 | 2010 | 2012 | 2013 | 2014 | 2015 | 2016 |
| ---- | ---- | ---- | ---- | ---- | ---- | ---- |
| 449  | ↘390 | ↘382 | ↗391 | ↗394 | ↘378 | ↘374 |
| 2017 | 2018 |      |      |      |      |      |
| ↘373 | ↗378 |      |      |      |      |      |